# Whipped!
Albums de Faster Pussycat
Wake Me When It's Over
(1989) Between the Valley of the Ultra Pussy
(2001)
Whipped! est le 3e album du groupe américain Faster Pussycat sorti en 1992.

## Liste des titres
1. Nonstop to Nowhere
2. The Body Thief
3. Jack the Bastard
4. Big Dictionary
5. Madam Ruby's Love Boutique
6. Only Way Out
7. Maid in Wonderland
8. Friends
9. Cat Bash
10. Loose Booty
11. Mr. Lovedog
12. Out With a Bang